# 大血管疾患
大血管疾患（だいけっかんしっかん）とは、大動脈に瘤や解離が起こる事による病態のことである。

## 瘤
発生部位
- 胸部
- 腹部

胸部位の治療は、特に高度な治療技術が必要であるとされる。

## 解離
初期症状が多彩なため見分けが難しいケースもあるが、治療さえ行えれば回復は比較的容易。
しかし診断・治療が遅れると、突然発症しあっという間に急死するといったケースも少なくない。